# Canton de l'Hautil
Le canton de l'Hautil est une ancienne division administrative française, située dans le département du Val-d'Oise et la région Île-de-France.

## Historique
Le canton de l'Hautil a été créé par décret du 31 janvier 1985 lors de la division des cantons d'Osny et de Cergy, eux-mêmes créés par décret du 22 janvier 1976 en divisant le canton de Pontoise.

## Composition
Le canton de l'Hautil comprenait six communes jusqu'en mars 2015 :
| Nom                         | Code Insee | Intercommunalité     | Superficie (km2) | Population (dernière pop. légale) | Densité (hab./km2) |
| --------------------------- | ---------- | -------------------- | ---------------- | --------------------------------- | ------------------ |
| Jouy-le-Moutier (chef-lieu) | 95323      | CA de Cergy-Pontoise | 6,89             | 16 098 (2014)                     | 2 336              |
| Boisemont                   | 95074      | CA de Cergy-Pontoise | 2,77             | 771 (2014)                        | 278                |
| Courdimanche                | 95183      | CA de Cergy-Pontoise | 5,57             | 6 637 (2014)                      | 1 192              |
| Menucourt                   | 95388      | CA de Cergy-Pontoise | 3,68             | 5 428 (2014)                      | 1 475              |
| Neuville-sur-Oise           | 95450      | CA de Cergy-Pontoise | 4,25             | 2 022 (2014)                      | 476                |
| Vauréal                     | 95637      | CA de Cergy-Pontoise | 3,46             | 15 853 (2014)                     | 4 582              |

## Représentation
| Période | Période | Identité                       | Étiquette | Qualité |
| ------- | ------- | ------------------------------ | --------- | --- |
| 1985    | 1988    | Isabelle Massin                | PS        | Ancienne chef de cabinet, puis conseillère technique de Michel Rocard Ancienne conseillère générale du Canton de Cergy-Nord (1982-1985) |
| 1988    | 1994    | Georges Bourdaleix (1928-2011) | PS        | Conseiller municipal de Vauréal |
| 1994    | 2001    | Gabriel Lainé (1939-2023)      | UDF-CDS   | Chef d'entreprise Maire de Jouy-le-Moutier (1977-2008)                                                                                  |
| 2001    | 2015    | Jackie Breton (1941-2023)      | DVG       | Vice-Président du Conseil Général (2008-2011) Maire de Vauréal (1986-2001) Ancien adjoint au maire de Vauréal                           |

## Démographie
| 1990   | 1999   | 2006   | 2011   | 2012   |
| ------ | ------ | ------ | ------ | ------ |
| 36 390 | 47 112 | 46 310 | 47 235 | 46 922 |